# Mälareprovinsernas Enskilda Bank

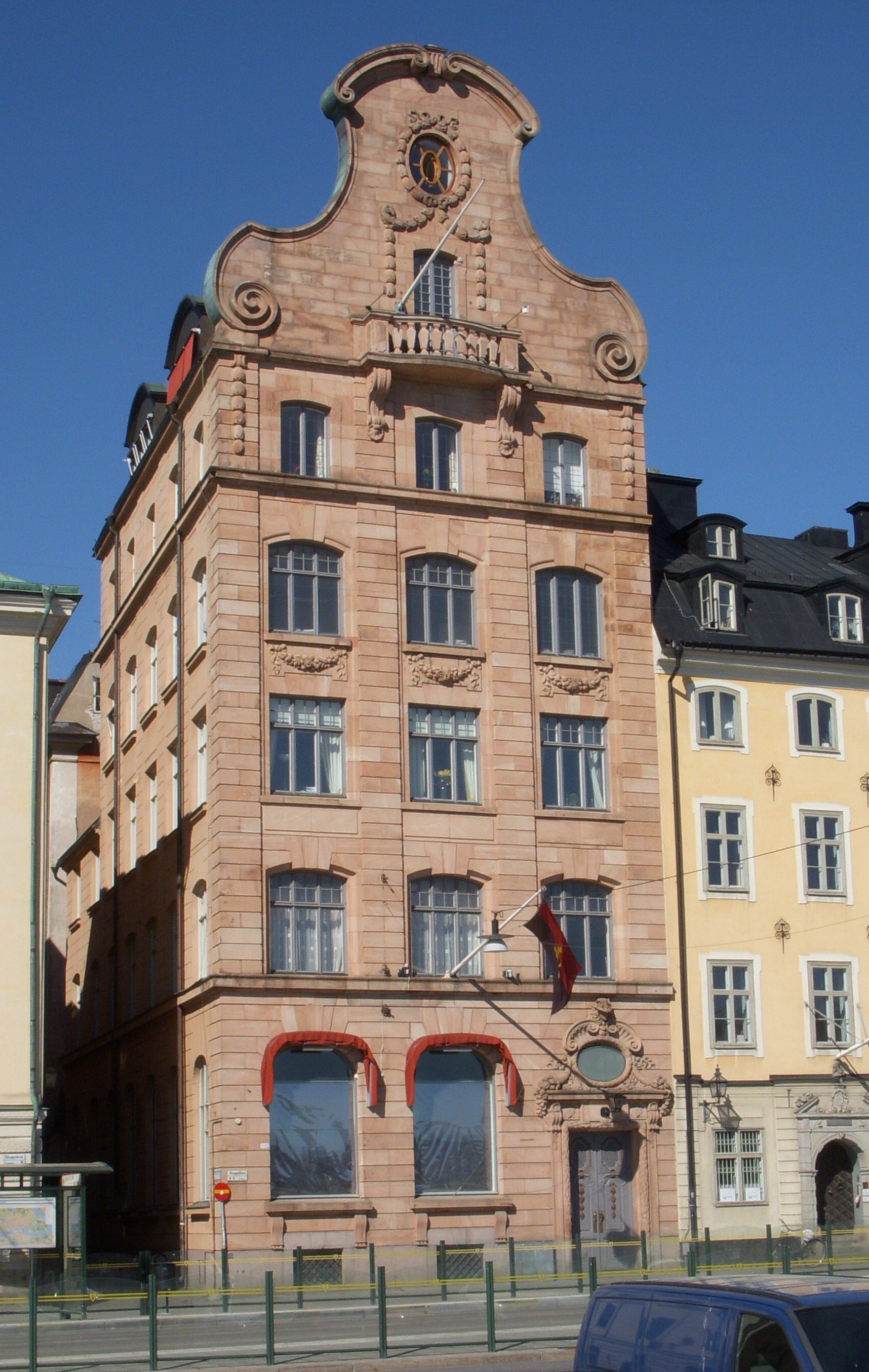
Bankens huvudkontor på Skeppsbron 8

Mälareprovinsernas Enskilda Bank var en svensk affärsbank grundad 1847 i Västerås. Banken upplöstes 1902 och istället tog Aktiebolaget Mälareprovinsernas bank över verksamheten. 1917 förvärvade man Helsinglands Enskilda Bank. 1922 bytte man namn till Mälarbanken AB. 1926 uppgick banken i Svenska Handelsbanken.
1901–1902 uppfördes ett huvudkontor ritat av Erik Josephson på Skeppsbron 8 i Stockholm. Kontoret på Skeppsbron fick bli avdelningskontor då banken 1909 flyttade huvudkontoret till Skånebankens lokaler på Drottninggatan.